# Парламент Японії
Парла́мент Япо́нії (яп. 国会, こっかい, коккай, «Державна Рада»; англ. The National Diet of Japan) — єдиний двопалатний законодавчий орган держави Японія. Найвищий орган державної влади в країні. Організація, структура, права і обов'язки Парламенту визначаються чинною Конституцією Японії та Законом про Парламент 1947 року. Складається з Палати представників і Палати радників. Заснований 3 травня 1947 року у зв'язку з набуттям чинності нової Конституції Японії. Замінив собою попередній найстаріший законодавчий орган в Азії — Імперський Парламент Японії (Імперська рада, 帝国議会), заснований 1889 року. Засідання Парламенту проходять у токійському Будинку Парламенту Японії.

## Статус
Парламент Японії — це орган державної влади, який представляє японську націю і виконує її волю. Чинна Конституція Японії визнає його «найвищим органом державної влади і єдиним законодавчим органом держави». Найвищий орган державної влади означає те, що Парламент — це головна політична установа японської держави, що безпосередньо виступає від імені усієї японської нації, носія державного суверенітету, і має статус, необхідний для здійснення волевиявлення цієї нації. Єдиний законодавчий орган держави означає те, що лише Парламент має монопольне право на прийняття японських законів, а інші органи державної влади не можуть перебрати на себе його повноваження. Винятком з цього правила є право обох Палат Парламенту та Верховного Суду Японії самостійно встановлювати правила поведінки у своїх установах.

## Структура

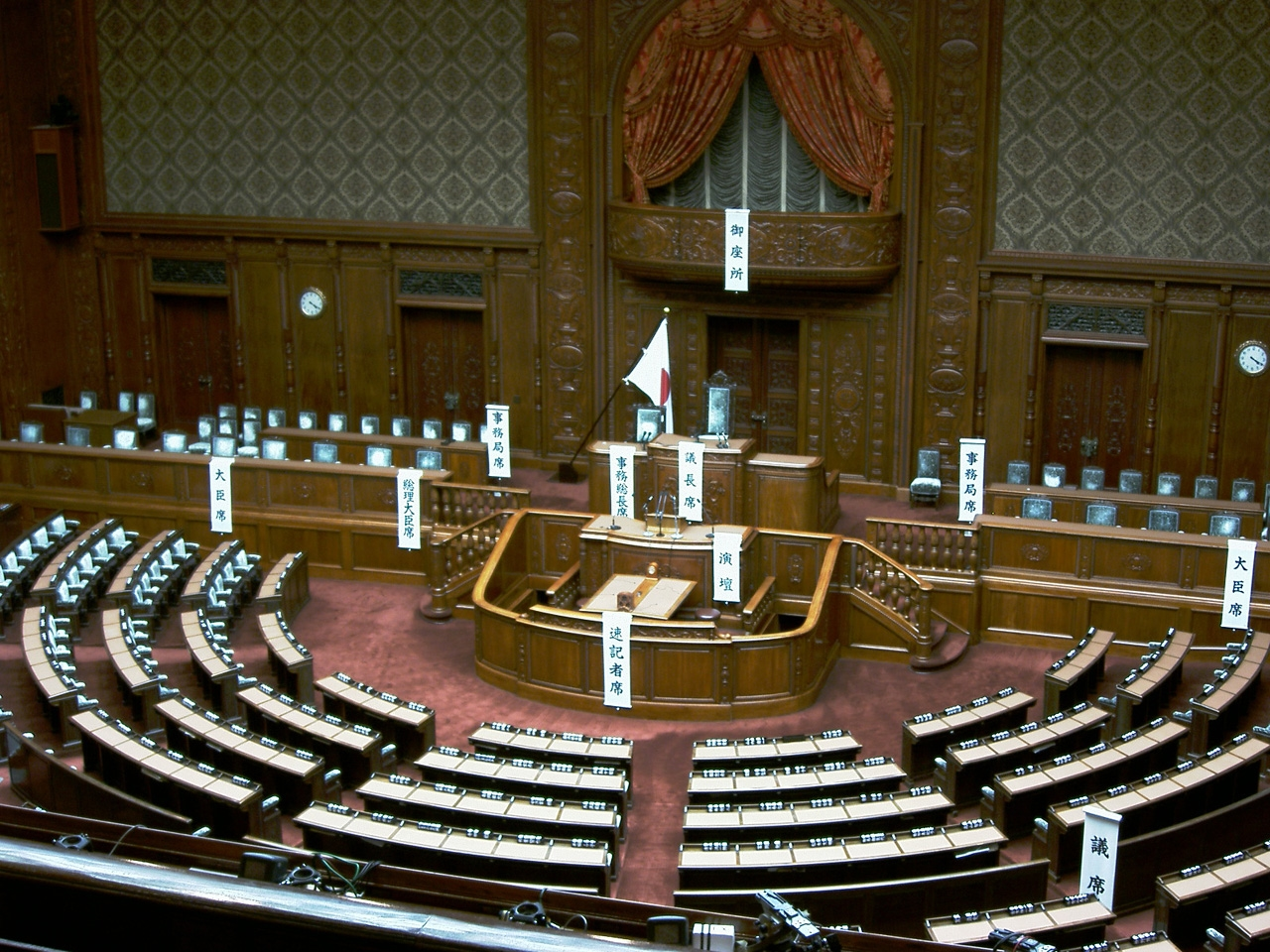
Зала засідань Палати представників.

Парламент Японії є двопалатним законодавчим органом. Він складається з нижньої Палати представників та верхньої Палати радників. Двопалатна система була запозичена японцями у європейських конституційних монархій 19 століття і була втілена в Імперському Парламенті Японії 1890–1947 років. Він складався з нижньої Палати представників та верхньої Палати перів. Після поразки Японії у Другій світовій війні, американська окупаційна влада планувала впровадити в країні однопалатну систему, проте японський уряд наполіг на збереженні традиційної системи.
Організаційними відмінностями двох Палат японського Парламенту є різниця в чисельності депутатів і термінах їхніх повноважень, різниця у віковому цензі для кандидатів в депутати, а також відмінності в системі виборчих округів. Головною відмінністю Палат є різниця в повноваженнях.
Палата представників безпосередньо виступає від імені японської нації і має ширші права ніж Палата радників. Зокрема, вона першою обговорює питання державного бюджету і затверджує його, приймає закони, ратифікує міжнародні угоди, призначає Прем'єр-міністра і може висловлювати недовіру уряду.
Палата радників має менше повноважень ніж Палата представників. Її завданням є перевірка і допрацювання рішень нижньої палати, виходячи з загальнонаціональних інтересів.

## Організація

### Кількість депутатів
Кількість депутатів Палати представників становить 480 осіб, термін повноважень яких триває 4 роки. Протягом 1947–1994 років вони обиралися за мажоритарною системою середніх виборчих округів. З 1994 року було запроваджено змішану систему, за якою 300 депутатів стали обиратися за мажоритарною системою малих виборчих округів, а 180 депутатів — за партійними списками відповідно до пропорційної виборчої системи.
Кількість депутатів Палати радників становить 252 особи, термін повноважень яких триває 6 років. Протягом 1947–1982 років 100 депутатів обиралися в єдиному загальнонаціональному виборчому окрузі, а 152 депутати — в префектурних округах. 1982 року вибори по загальнонаціональному округу були замінені виборами на пропорційній основі, в результаті чого 96 депутатів стали обиратися за партійними списками відповідно до пропорційної системи, а 146 депутатів — за виборчими округами мажоритарної системи. Через подібність способів обрання обох Палат після 1990-х років, Палату радників інколи називають «калькою» Палати представників.
Число мажоритарних виборчих округів та їхнє розташування залежать від кількості та густоти населення. Вони визначаються на основі даних загальнонаціональних переписів. Через демографічні зміни реформування округів проводилися 5 разів. Попри це кількість депутатів, які можуть бути обраними в окрузі, різнитися залежно від округу, що дає підстави говорити про нерівномірне представництво усіх регіонів в Парламенті.

### Керівництво

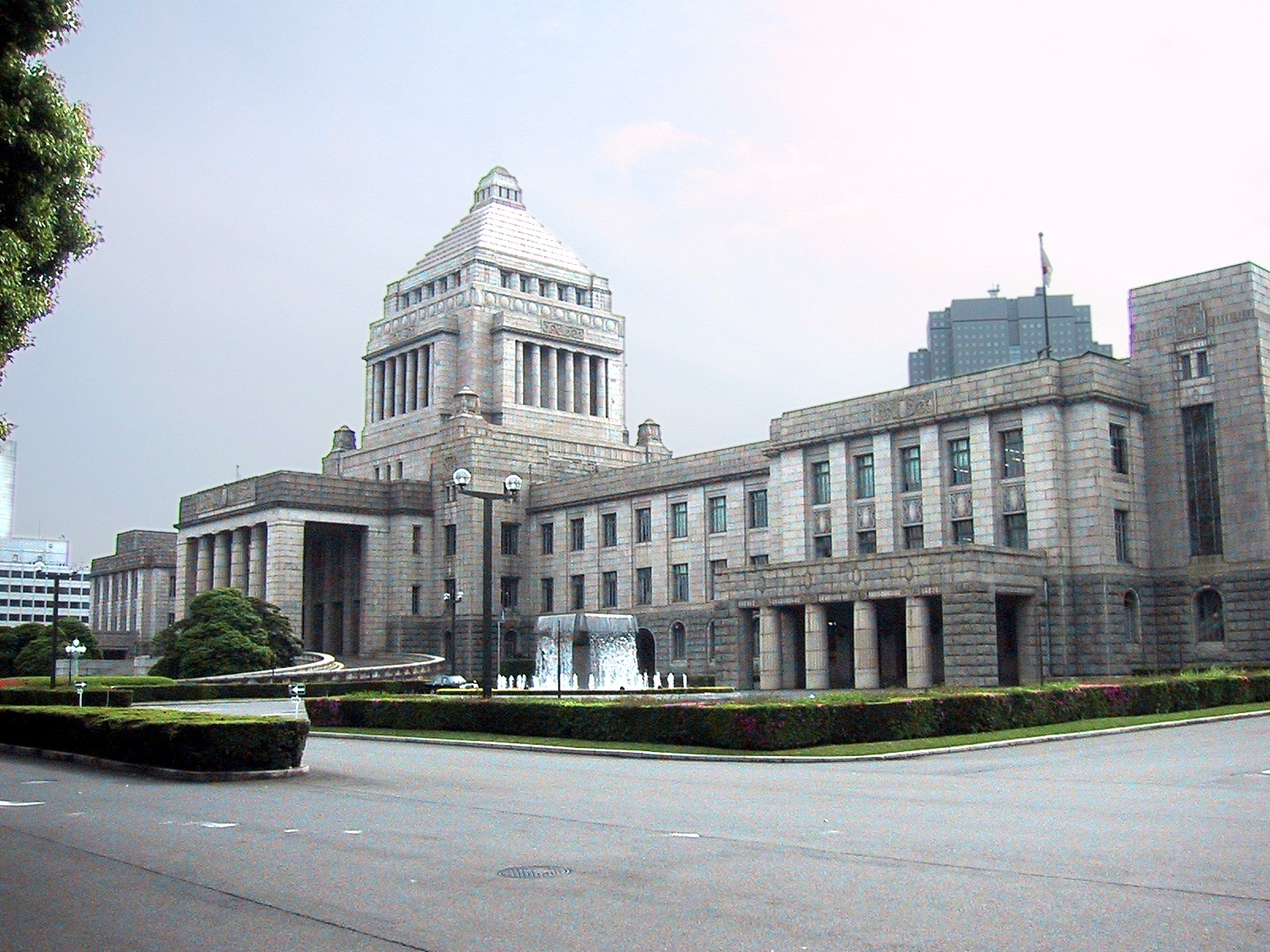
Вхід до Палати радників.

Кожна палата має власних керівних осіб — голову, заступника голови, тимчасового голову, голів постійних комітетів і генерального секретаря.
Голова і його заступник обираються з числа депутатів палат. Термін їхніх повноважень відповідає депутатському терміну тієї чи іншої палати. Голова підтримує порядок в палаті, керує її засіданнями, наглядає за адміністративною роботою палати і представляє палату всередині країни і закордоном. У випадку хвороби, смерті або відсутності голови його обов'язки виконує заступник голови. Якщо відсутні і голова, і його заступник, обирається тимчасовий голова палати, який виконує функції голови.
Голови постійних комітетів обираються з числа членів постійних комітетів і керують їхньою роботою.
Генеральні секретарі палат обираються з числа чиновників, які не є депутатами Парламенту. Вони завідують адміністративною роботою під наглядом голів палат і підписуються на офіційних документах.

### Комітети
Обидві палати мають два типи комітетів: постійні та особливі. Число постійних в кожній з них становить 17. Депутат повинен бути членом хоча би одного постійного комітету. Кількість особливих комітетів невизначена — вони створюються тимчасово за необхідністю, для розгляду питань, якими не займаються постійні комітети. Місця в комітетах розподіляються рівномірно і пропорційно між членами усіх парламентських партій і угруповань.
Комітети є місцем обговорення законопроєктів, які потім виносяться на розгляд пленарного засідання палат. Така система обговорення дозволяє безсторонньо проаналізувати і покращити законопроєкт. Комітети відіграють важливу роль у прийнятті парламентських рішень, через що інколи називаються «малими законодавчими органами».

## Короткі відомості
Парламенту належить Національна парламентська бібліотека Японії, яка є допоміжним органом, незалежним від жодної з Палат.
Крім цього при Парламенті діють Комітет для розгляду справ суддів і Суд для процедури імпечменту суддів. Вони утворені згідно з Конституцією для розгляду справ у порядку імпічменту для тих суддів, проти яких була відкрита справа щодо усунення їх з посади.
Кожна з Палат має чергові, тимчасові і особливі засідання. Рішення приймаються більшістю голосів депутатів.